# Izz al-Din al-Qassam
ʿIzz al-Dīn al-Qassām (in arabo عزّ الدين القسّام‎?; Jable, 20 novembre 1882 – Jenin, 19 novembre 1935) è stato un generale, politico e patriota palestinese.
È considerato dai palestinesi come uno dei padri della resistenza anticoloniale. Il razzo Qassām, utilizzato da gruppi armati nella striscia di Gaza, ha ricevuto il suo nome in sua memoria, così come le Brigate Ezzedin al-Qassam, braccio armato del movimento radicale Hamas.

## Biografia
Nato a Jable (Siria, nel governatorato di Latakia), studiò in Egitto all'Università di al-Azhar, dove seguì inizialmente le idee salafite, opponendosi all'Islam istituzionale dei Muftī e degli ‘Ulamā’.
Fu convinto propugnatore del jihād contro gli italiani che, con la guerra portata contro l'Impero ottomano, avevano conquistato Cirenaica e Tripolitania (guerra italo-turca del 1911). In quell'occasione raccolse fondi e compose un inno destinato ad essere suonato in occasione dell'auspicata (ma non realizzata) vittoria dei musulmani cirenaici e tripolitani. Arruolò anche decine di volontari destinati al fronte libico, bloccati tuttavia dalle autorità di Istanbul che non volevano un simile tipo di combattenti nelle zone di combattimento. Si arruolò quindi nel corso della prima guerra mondiale nei ranghi dell'esercito ottomano e ricevette per questo un'adeguata istruzione militare, venendo destinato a operare come assistente spirituale delle truppe in una base presso Damasco.
Fu quindi contro gli occupanti francesi che stroncarono il tentativo monarchico condotto dall'emiro Faysal nella battaglia di Maysalun. I francesi, una volta ridotta all'impotenza la rivolta in Siria del 1921, provvidero a condannarlo a morte ma ʿIzz al-Dīn al-Qassām prese la via delle montagne, dando vita a una forma di resistenza patriottica, ricorrendo agli strumenti tipici della guerriglia.
Fuggito ad Haifa, insegnò religione islamica, mettendosi in luce come riformatore sociale. Ben presto propugnò il jihād anche contro gli occupanti mandatari britannici e contro i sionisti ebrei che arrivavano in Palestina. Fondò e diresse fino alla morte l'organizzazione segreta Mano Nera.
La campagna della Mano Nera iniziò con l'imboscata e l'uccisione di tre civili membri del Kibbutz Yagur l'11 aprile 1931, poi con un fallito attacco dinamitardo alle case ebraiche periferiche di Haifa all'inizio del 1932 e con diverse operazioni che uccisero o ferirono quattro membri degli insediamenti ebraici del nord. La campagna culminò con la morte di un padre e di un figlio ebrei a Nahalal, a causa di una bomba lanciata nella loro casa, il 22 dicembre 1932
Nel 1935, al-Qassam aveva reclutato diverse centinaia di uomini - le cifre variano da 200 a 800 - organizzandosi in cellule di cinque uomini e organizzando l'addestramento militare dei contadini. Le cellule erano dotate di bombe e armi da fuoco, che usavano per razziare gli insediamenti ebraici e sabotare le linee ferroviarie costruite dagli inglesi.  Pur suscitando reazioni tra i poveri delle campagne e il sottoproletariato urbano, il movimento di al-Qassam turbò profondamente le élite urbane musulmane, poiché minacciava i loro legami politici e clientelari con le autorità del Mandato britannico.
Fu ucciso dalle forze britanniche a Jenin il 19 novembre 1935. La sua uccisione innescò la Grande Rivolta Araba nel 1936.
ʿIzz al-Dīn al-Qassām è attualmente seppellito nel cimitero musulmano di Haifa e la sua tomba è stata profanata a più riprese (specie nel 1999) da estremisti israeliani di destra.